# Liste des cathédrales d'Estonie
Cet article recense les cathédrales d'Estonie.

## Liste
| Cathédrale                                        | Ville    | Dénomination                                 | Coordonnées                  | Illus. |
| ------------------------------------------------- | -------- | -------------------------------------------- | ---------------------------- | ------ |
| Cathédrale Saint-Pierre-et-Saint-Paul             | Tallinn  | Église catholique                            | 59° 26′ 17″ N, 24° 44′ 56″ E |        |
| Cathédrale de Tartu                               | Tartu    | Église catholique (Déconsacrée et en ruines) | 58° 22′ 49″ N, 26° 42′ 54″ E |        |
| Cathédrale Sainte-Marie                           | Tallinn  | Église évangélique-luthérienne estonienne    | 59° 26′ 14″ N, 24° 44′ 20″ E |        |
| Cathédrale Saint-Nicolas                          | Haapsalu | Église évangélique-luthérienne estonienne    | 58° 56′ 50″ N, 23° 32′ 19″ E |        |
| Cathédrale Alexandre-Nevski                       | Tallinn  | Église orthodoxe d'Estonie                   | 59° 26′ 09″ N, 24° 44′ 22″ E |        |
| Cathédrale de la Résurrection                     | Narva    | Église orthodoxe d'Estonie                   | 59° 22′ 16″ N, 28° 11′ 36″ E |        |
| Cathédrale Saint-Siméon et Sainte-Anne de Tallinn | Tallinn  | Église orthodoxe apostolique d'Estonie       | 59° 26′ 24″ N, 24° 45′ 37″ E |        |
| Cathédrale de l’Assomption de Notre-Dame          | Tartu    | Église orthodoxe apostolique d'Estonie       | 58° 22′ 58″ N, 26° 43′ 20″ E |        |
| Église de la Transfiguration du Seigneur          | Pärnu    | Église orthodoxe apostolique d'Estonie       | 58° 23′ 02″ N, 24° 30′ 22″ E |        |